# Live from the Tape Deck
Albums par Skyzoo
The Salvation
(2009) A Dream Deferred
(2012)
Albums par Illmind
Behind the Curtain
(2010)
Singles
1. Frisbees
Sortie : 13 juillet 2010
2. Speakers on Blast
Sortie : 30 août 2010

Live from the Tape Deck est un album collaboratif de Skyzoo et Illmind, sorti le 5 octobre 2010.
L'album s'est classé 3e au Top Heatseekers, 16e au Top Rap Albums, 30e au Top Independent Albums et 33e au Top R&B/Hip-Hop Albums.

## Liste des titres
| No  | Titre                                             | Contient un (des) sample(s) de                                  | Durée |
| --- | ------------------------------------------------- | --------------------------------------------------------------- | ----- |
| 1.  | Digital Analog                                    |                                                                 | 3:30  |
| 2.  | Frisbees                                          | Dune du Wonderland Philharmonic Laying Eggs de Paz              | 3:41  |
| 3.  | The Burn Notice (featuring Heltah Skeltah)        |                                                                 | 3:51  |
| 4.  | Speakers on Blast                                 |                                                                 | 3:29  |
| 5.  | #Allabouthat                                      | Do You Love Me Just a Little, Honey de Gladys Knight & the Pips | 3:01  |
| 6.  | Barrel Brothers (featuring Torae)                 | (It Would Almost) Drive Me Out of My Mind des Four Tops         | 3:12  |
| 7.  | The Winner's Circle                               |                                                                 | 3:52  |
| 8.  | Krylon                                            |                                                                 | 3:25  |
| 9.  | Kitchen Table                                     | Rain, Rain, Go Away de Bob Azzam                                | 4:56  |
| 10. | The Now or Never (featuring Styles P et Buckshot) | Supersnatch de Frankie Miller                                   | 3:21  |
| 11. | Understanding Riley (featuring Rhymefest)         |                                                                 | 3:10  |
| 12. | Langston's Pen                                    |                                                                 | 3:04  |

| 13. | Flow by Number (featuring Termanology) | 3:52 |